# Каєтанувка (Білгорайський повіт)
Каєтанувка (пол. Kajetanówka) — село в Польщі, у гміні Білгорай Білґорайського повіту Люблінського воєводства. Населення — 121 особа (2011).

## Історія
За даними етнографічної експедиції 1869—1870 років під керівництвом Павла Чубинського, у селі переважно проживали римо-католики, меншою мірою — греко-католики, які розмовляли українською мовою.
У 1975—1998 роках село належало до Замойського воєводства.

## Демографія
Демографічна структура станом на 31 березня 2011 року:
|          | Загалом | Допрацездатний вік | Працездатний вік | Постпрацездатний вік |
| -------- | ------- | ------------------ | ---------------- | -------------------- |
| Чоловіки | 57      | 7                  | 37               | 13                   |
| Жінки    | 64      | 13                 | 27               | 24                   |
| Разом    | 121     | 20                 | 64               | 37                   |